# Leon Lloyd
Pour les articles homonymes, voir Lloyd.
Leon David Lloyd est né le 22 septembre 1977 à Coventry (Angleterre). C’est un joueur de rugby à XV international anglais entre 2000 et 2001, évoluant au poste de trois-quarts centre ou aile (1,93 m). 

## Carrière
Il a eu sa première cape internationale le 17 juin 2000, à l’occasion d’un match contre l'équipe d'Afrique du Sud. 
Il joue l'essentiel de sa carrière avec les Leicester Tigers en Coupe d'Europe et dans le championnat d'Angleterre entre 1996 et 2007.
Il joue ensuite une dernière saison à Gloucester, avant d'être contraint de prendre sa retraite de joueur à cause d'une blessure en août 2008.

## Palmarès
- 5 sélections avec l'équipe d'Angleterre
- Sélections par année : 2 en 2000, 3 en 2001